# مارغريت ماريسكال دي غانتي
مارغريت ماريسكال دي غانتي (من مواليد 10 يناير 1954) قاضية وسياسية إسبانية، شغلت منصب وزير العدل من عام 1996 إلى عام 2000.

## النشأة
ولدت غانتي في مدريد في 10 يناير 1954. وهي ابنة خايمي ماريسكال دي غانتي قاضٍ في محكمة النظام العام المنشأة في فرانكوست إسبانيا. ومن المعروف أيضًا أن شقيق هذا القاضي المفوض ماريسكال دي غانتي دعا بيلي النينيو الاسم المستعار لأنطونيو غونزاليس باتشيكو للاحتفال في مركز للشرطة في مدريد. لديها إجازة في القانون.

## الحياة المهنية
عملت غانتي قاضية في مدن مختلفة من إسبانيا قبل أن تتولى منصبها الوزاري. وهي عضوة في الحزب الشعبي. تم تعيينها وزيرة للعدل في 6 مايو 1996 لتحل محل خوان ألبرتو بيلوش في هذا المنصب. كانت في المنصب حتى 28 أبريل 2000 وحل محلها أنجيل أسيبيس كوزيرة للعدل. انتخبت لعضوية مجلس النواب عام 2000 عن البسيط، وعملت هناك حتى عام 2004. خلال فترة عملها كانت النائب الأول لرئيس المؤتمر.